# Ngama
Ngama este un oraș din Regiunea Hadjer-Lamis, Ciad. În 2012 avea 12.438 de locuitori.